# Тимчук Віктор Мефодійович
Ві́ктор Мефо́дійович Тимчу́к (нар. 10 жовтня 1936 — пом.28 серпня 2018, Вінниця) — український прозаїк, публіцист, драматург. Член Національної спілки письменників України (1974), Національної спілки журналістів України (1981). Учасник бойових дій.

## Біографія
Народився 10 жовтня 1936 року в с. Курава, тепер Дружелюбівка Калинівського району Вінницької області.

Навчався у Вінницькій школі № 13, на факультеті української мови і літератури Вінницького педагогічного інституту (1967—1970). Працював фрезерувальником на Вінницькому 45-ому експериментально-механічному заводі, кореспондентом газети «Комсомольське плем'я», методистом обласного Будинку народної творчості, завідувачем відділу газети «Колгоспна зоря», завідувачем відділу Вінницького райвиконкому, інструктором Вінницької обласної ради профспілок, інженером Миколаївського Південного турбінного заводу «Зоря», редактором газети «Інкогніто» (із архівів КДБ, кримінальна хроніка, різне), старшим редактором Вінницької обласної редакційно-видавничої групи книги «Вінницький мартиролог» — пам'яті жертв політичних репресій на Вінниччині 20—50-х рр. ХХ ст., у пресцентрі Вінницького управління Служби безпеки України, редактором газети «Академія» Вінницького інституту економіки Тернопільської академії народного господарства, відповідальним секретарем літературно-мистецького журналу «Вінницький край».

Помер 28 серпня 2018 р. у Вінниці. Похований наступного дня на кладовищі у П'ятничанах.

## Творчість
Почав друкуватися з 1958 р. Автор понад півтора десятка художніх і документальних книжок, збірників оповідань і повістей, детективних романів про роботу карного розшуку, сценаріїв та п'єс для театру.

Один із авторів-упорядників книжок:
- Мученики за віру : біографічні дані служителів культу Вінницької єпархії, репресованих в роки сталінізму / під ред. В. С. Калюжного. — Вінниця: Держ. обл. вид-во «Вінниця», 1993. — 64 с. : іл., портр. — (З архівів ВЧК—ДПУ—МДБ—КДБ ; вип. 1). — ISBN 5-7707-4730-7;
- Червоні жорна : спогади репресованих, членів їх родин, свідків репресій / відп. ред. С. К. Гіренко. — Вінниця: Держ. обл. вид-во «Вінниця», 1994. — 80 с. : іл. — (З архівів ВЧК—ДПУ—МДБ—КДБ; вип. 2).

## Звання, нагороди, літературні премії
- Літературна премія імені Миколи Трублаїні (1968);
- Всеукраїнська літературна премія імені Михайла Коцюбинського (1985);
- Почесний знак Національної спілки журналістів України;
- Орден Святого Володимира[5]
- Літературна премія імені Михайла Стельмаха журналу «Вінницький край» (2008);
- Стипендіат Вінницької обласної ради та облдержадміністрації (2011)[6]
- «Почесна відзнака» НСПУ (2013).[7]
- Літературно-мистецька премія «Кришталева вишня» (2014)[8]

## Вшанування пам'яті
Восени 2018 р. засновано премію ім. В. Тимчука для заохочення митців до створення краєзнавчих та публіцистичних книг про села Вінницької області.